# Alfred Hager

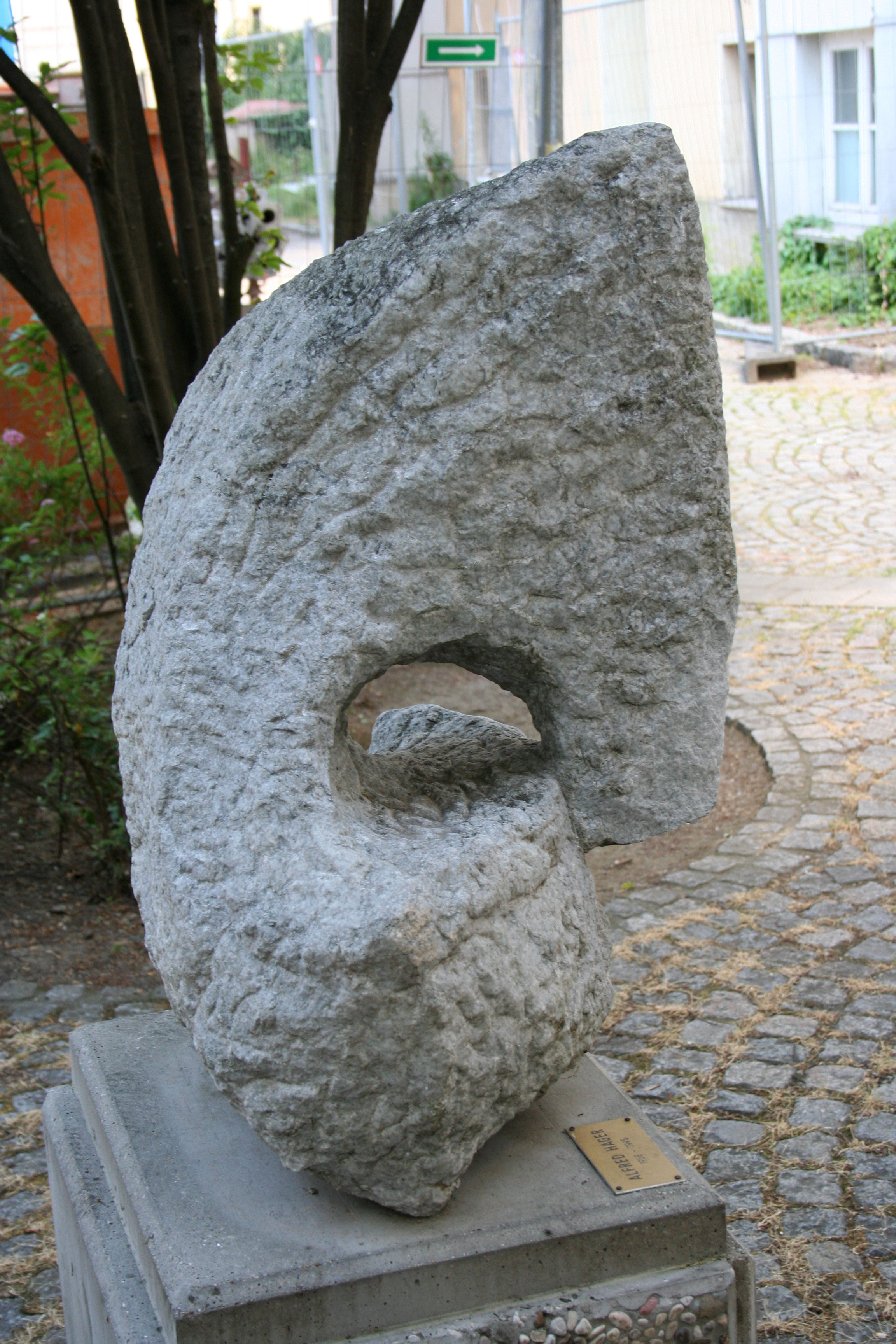
Abstrakte Skulptur aus Stein im Hof der HTL Bau und Design Linz

Alfred J. Hager (* 30. Juni 1958 in Linz; † 24. November 1995 in Lima, Peru) war ein österreichischer Maler und Bildhauer.

## Leben
Alfred Hager besuchte die HTL für Gebrauchsgraphik, Goethestraße in Linz, wo er u. a. auch von Professor Alfred Würl (1925–2005) unterrichtet wurde. Nach deren Abschluss und war er Gasthörer bei Peter Kubovsky an der Kunsthochschule Linz. Ab 1981 lebte er in Wien und war Gasthörer von Professor Carl Unger an Hochschule für angewandte Kunst Wien. Er schuf Holzschnitte, Monotypien, Zeichnungen und Gemälde und war ab 1984 auch als Steinbildhauer tätig.
Die künstlerische Position definiert sich dabei aus einem sehr organischen Formwillen und dem Versuch, die Formkonstante – etwa durch die Einbindung von Licht – aufzubrechen.

## Skulpturen im öffentlichen Raum
- 1986 Skulptur aus Serpentin im Piaristenpark in Krems
- 1998 aufgestellte Skulptur im Botanischen Garten in Linz
- Vier Skulpturen im Universitätspark der Universität Linz
- Abstrakte Skulptur aus Stein im Hof der HTL Bau und Design Linz
- Steinskulpturen im Park von Schloss Zell an der Pram, OÖ

## Publikationen
- Martin Hochleitner (Redaktion): Alfred Hager. Graphiken und Skulpturen 1993 - 1995. Ausstellung Alfred Hager 1958 - 1995 im Kunstverein Steyr vom 13. Juni bis 28. Juli 2002, Herausgegeben von der Landesgalerie am Oberösterreichischen Landesmuseum, ISBN 3-85474-085-9, Bibliothek der Provinz, Weitra 2002, ISBN 3-85252-243-9.
- Alfred Hager; Peter Purkhauser; Bernhard Siegl: "Lichtbilder". Fotografie, Ausstellungskatalog, Linz 1977